# Sohrab Modi
Pour les articles homonymes, voir Modi.
Sohrab Modi (1897-1984) est un artiste indien parsi qui a été acteur au théâtre et au cinéma, réalisateur et producteur. Il est le fondateur des studios Minerva Movietone.

## Biographie
Sohrab Modi naît à Bombay en 1897. Il commence sa carrière d'acteur au théâtre en 1914 aux côtés de ses frères. En 1935, il adapte au cinéma deux des pièces de sa compagnie, Khoon Ka Khoon (film dans lequel il joue le premier rôle) et Saeed-e-Havas, inspirées respectivement par Hamlet et Le Roi Jean de William Shakespeare. L'année suivante, il fonde les studios Minerva Movietone, qui se spécialiseront dans la production de somptueux films en costumes, parmi lesquels Pukar, qui sort en 1939, dans une période de tensions entre hindous et musulmans, et célèbre la tolérance religieuse à travers une intrigue située à la cour de l'empereur moghol Jahângîr ; Sikandar, centré sur la rencontre d'Alexandre le Grand et du roi Porus ou encore Jhansi Ki Rani, histoire de la reine Lakshmî Bâî qui s'opposa à la colonisation britannique, l'un des tout premiers films indiens en technicolor. On peut également citer Mirza Ghalib, qui raconte la vie du poète éponyme, et fut apprécié tant pour ses décors soignés que pour les poèmes qui y figurent et la musique qui les accompagne. 

## Filmographie

### Comme réalisateur
- 1935 : Khoon Ka Khoon
- 1936 : Saeed-e-Havas
- 1937 : Khan Bahadur
- 1937 : Atma Tarang
- 1938 : Talaaq
- 1938 : Meetha Jahar
- 1938 : Jailor
- 1938 : Jailor (second film de ce nom cette année)
- 1939 : Pukar
- 1940 : Bharosa
- 1941 : Sikandar
- 1942 : Phir Milenge
- 1943 : Prithvi Vallabh
- 1944 : Parakh
- 1945 : Ek Din Ka Sultan
- 1947 : Manjhdhar
- 1949 : Narasinha Awtar
- 1949 : Daulat
- 1950 : Sheesh Mahal
- 1954 : Mirza Ghalib
- 1955 : Kundan
- 1956 : Raj Hath
- 1956 : Jhansi Ki Rani
- 1957 : Farz Aur Mohobbat alias Navsherwan-E-Adil
- 1958 : Jailor (troisième film de ce nom réalisé par Mohdi)
- 1960 : Mera Ghar Mere Bachche
- 1969 : Samay Bada Balwan
- 1981 : Meena Kumari Ki Amar Kahani

### Comme acteur
- 1935 : Khoon Ka Khoon : Hamlet
- 1939 : Pukar : Sardar Sangram Singh
- 1943 : Prithvi Vallabh : Munjar
- 1950 : Sheesh Mahal : Thakur Jaspal Singh
- 1952 : Jhansi Ki Rani : Raj Guru
- 1955 : Kundan : Kundan
- 1956 : Raj Hath : Raja Babu
- 1957 : Farz Aur Mohobbat alias Navsherwan-E-Adil : le sultan-e-Iran Nausherwan-e-Adil
- 1958 : Yahudi de Bimal Roy : Ezra (rôle principal)
- 1971 : Jwala
- 1971 : Ek Nari Ek Brahmachari : Raisaheb Surajbhan Chaudhary
- 1983 : Sultan (en) : Vazir-e-Azam